# منخوب (عمد)

تعديل مصدري - تعديل

منخوب هي إحدى قرى  بمديرية عمد التابعة لمحافظة حضرموت، بلغ تعداد سكانها 423 نسمة حسب تعداد اليمن لعام 2004.